# Heinrich Ernst Beyrich
Heinrich Ernst Beyrich, né le 31 août 1815 à Berlin et mort le 9 juillet 1896 dans la même ville, est un paléontologue et professeur d'université prussien. 

## Biographie
Né à Berlin, il fait ses études secondaires au lycée berlinois du monastère franciscain où il obtient son Abitur, puis à l'Université Frédéric-Guillaume où il suit des cours de botanique, zoologie et minéralogie. Il fait un séjour d'étude à Bonn, en 1834, où il suit les cours de Georg August Goldfuss et de Johann Jacob Nöggerath. Il obtient son doctorat en 1837 à Berlin, puis travaille au musée de minéralogie de l'université, devenant directeur de la collection paléontologique en 1857 et directeur du musée en 1875.
Il est l'un des fondateurs de la Société allemande des sciences de la terre (de) en 1848. Il s'intéresse à la stratigraphie et fait des recherches dans les montagnes rhénanes et dans les districts du Harz et des Alpes.
En 1854, il proposa le terme oligocène pour certaines couches intermédiaires du Tertiaire (aujourd'hui paléogène)  entre l'éocène et le miocène. En 1865, il est nommé professeur de géologie et de paléontologie à l'université de Berlin. Lors de la création de la Commission géologique prussienne en 1873, il en est nommé codirecteur avec Wilhelm Hauchecorne. Il meurt à Berlin le 9 juillet 1896.

## Publications
- (de) Beitragezur Kenntniss der Versteinerun gen des rhinois Ubergangs-gebirges (1837).
- (de) Uber einige hohmische Trilobiten (1845).
- (de) Die Conchylien des Norddeutschen Tertiargebirges (1853-1857).

## Distinctions
- 1845 : membre de l'Académie allemande des sciences Leopoldina
- 1884 : membre étranger de l'Académie américaine des arts et des sciences[3]